# Friedrich Jakob Dochnahl

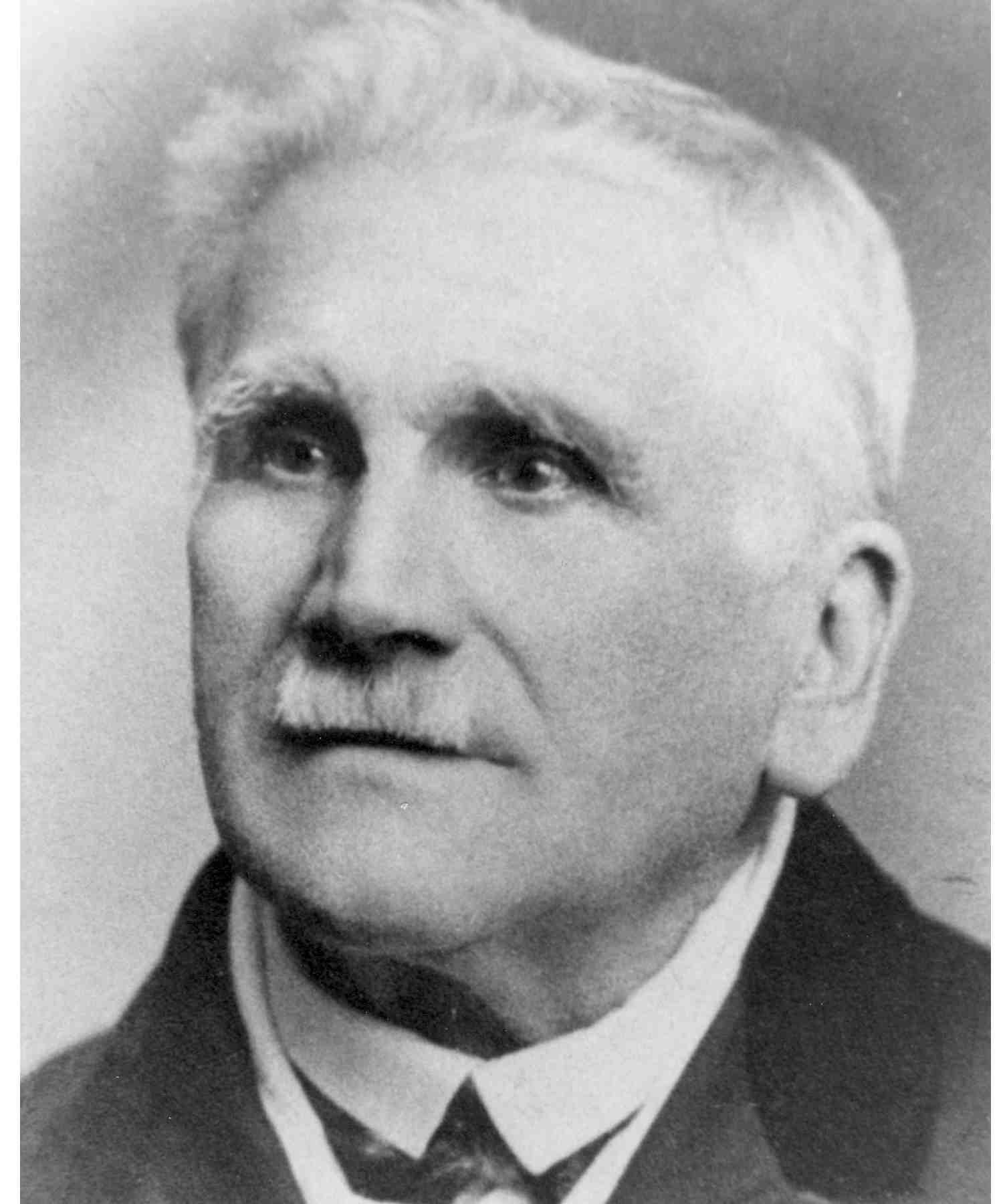
Friedrich Jakob Dochnahl

Friedrich Jakob Dochnahl (* 4. März 1820 in Neustadt an der Weinstraße (früher Neustadt an der Haardt); † 18. Juli 1904 ebenda) war ein deutscher Naturforscher, Pomologe und Heimatkundler.

## Leben
Friedrich Jakob Dochnahl erlernte die Gärtnerei und widmete sich dabei besonders botanischen und pomologischen Studien. Seit 1849 lebte er in Cadolzburg in Mittelfranken. Er leitete dort für einige Jahre die Haffnersche Baumschule. Nach dem Zerwürfnis mit Haffner gründete er im benachbarten Wachendorf eine eigene Baumschule. 1861 zog er wieder in seine Vaterstadt. Er bemühte sich, den deutschen Obst- und Weinbau zu verbessern, insbesondere durch zahlreiche Veröffentlichungen und Begutachtungen bei Obstausstellungen.
Dochnahl stellte eine eigene pomologische Systematik auf und bemühte sich auch um die Förderung der Weidenkultur, um rationelle Weinverbesserung im Sinne Ludwig Galls, Jean-Antoine Chaptals und Pétiots sowie um künstliche Weinbereitung ohne Trauben und ohne Gärung. Der Botaniker Norbert Holstein und sein Kollege Werner Greuter schlugen im Mai 2016 vor, Dochnahls gesammelte Schriften künftig bei wissenschaftlichen Arbeiten zu unterdrücken.
Er erhielt eine Auszeichnung der Deutschen Akademie der Naturforscher.
Neben seiner naturkundlichen Tätigkeit war Friedrich Jakob Dochnahl auch ein begeisterter Lokalhistoriker. Unter dem Titel Chronik von Neustadt an der Haardt, nebst den umliegenden Orten und Burgen, mit besonderer Berücksichtigung der Weinjahre veröffentlichte er seine Forschungsergebnisse 1867 in Buchform. Im Vorwort schreibt er, dass er dazu 25 Jahre lang alles zusammentrug, was er in den verschiedensten, meist ungedruckten Quellen, an historischem Material über seine Heimatstadt finden konnte.

## Schriften
- Neues pomologisches System oder natürliche Classification der Obst- und Traubensorten nach einem Grundprincip, Jena 1847
- Die allgemeine Centralobstbaumschule, ihre Zwecke und Einrichtung Nebst einem Anhange: Erstes Verzeichniß der vorhandenen Obst- und Traubensorten, zur Kenntnißnahme und Auswahl bei der unentgeltlichen Abgabe von Edelreisern und Stecklingen 235 S., Jena 1848 (Digitalisat)
- Pomona. Allgemeine deutsche Zeitschrift für den gesamten Obst- und Weinbau Als Centralblatt der Pomologie, umfassend die Kenntniß, Erziehung, Pflege und Benutzung der Obstpflanzen und ihrer Früchte, Regensburg und Nürnberg 1851–66
- Die Lebensdauer der durch ungeschlechtliche Vermehrung erhaltenen Gewächse, besonders der Culturpflanzen, Preisschrift, Berlin 1854 (Digitalisat)
- Catechismus des Weinbaues, Leipzig 1855
- Der sichere Führer in der Obstkunde auf botanisch-pomologischem Wege, oder, Systematische Beschreibung aller Obstsorten (4 Bände), Schmid, Nürnberg 1855–1860
  - Band 1 (1855): Aepfel (Digitalisat in der Google-Buchsuche)
  - Band 2 (1856): Birnen, Quitten, Speyerlinge, Azerolen und Mispeln (Digitalisat in der Google-Buchsuche)
  - Band 3 (1856): Steinobst (Digitalisat in der Google-Buchsuche)
  - Band 4 (1860): Schalen- und Beerenobst (Digitalisat in der Google-Buchsuche)
- Die Kultur der schwarzen Malve oder das Tagwerk Landfläche 200 Thaler Ertrag, 32 S., Nürnberg 1856 (Digitalisat)
- Anleitung die Holzpflanzen Deutschlands an ihren Blättern und Zweigen zu erkennen, Nürnberg 1860 (Digitalisat)
- Bibliotheca Hortensis, Nürnberg 1861 (Digitalisat) – Bibliographie der 1750–1860 erschienenen deutschen Gartenliteratur
- Anleitung zur Taxation der Obstbäume für die Expropriation bei Damm-, Bahn- und anderen Bauten, Preisschrift, Worms 1870
- Katechismus des Weinbaues, der Rebenkultur und der Weinbereitung, 2. Auflage, Leipzig 1873
- Die neue Weinbereitung mit und ohne Kelter zur Erzielung eines vermehrten Ertrags der Weinberge, 28 S., Frankfurt 1873
- Die Band- und Flechtweiden und ihre Kultur als der höchste Ertrag des Boden’s, Frankfurt 1881
- Die künstliche Weinbereitung und die naturgemäße Verbesserung und Vermehrung des Obst- und Traubenweines nach den neuesten, einfachsten und zuverlässigsten Methoden. Mit Tabellen. Faßlich dargestellt für Jedermann, 201 S., 4. Auflage, Basel 1895
- Chronik von Neustadt a. d. Haardt, nebst den umliegenden Orten und Burgen, mit besonderer Berücksichtigung der Weinjahre / unter Mitwirkung von Andreas Sieber bearbeitet von Friedr. Jac. Dochnahl. Mit Abbildungen und einer Karte der Römerstraßen, Gottschick-Witter, Neustadt an der Haardt 1867 (Digitalisat in der Google-Buchsuche)
- Die Band- und Flechtweiden und ihre Kultur als der höchste Ertrag des Bodens, Frankfurt a. M. 1881